# Liste des Premiers ministres de Saint-Vincent-et-les-Grenadines
La liste des Premiers ministres de Saint-Vincent-et-les-Grenadines répertorie l'ensemble des personnes ayant occupé la fonction de Premier ministre de Saint-Vincent-et-les-Grenadines.

## Fonction
La fonction de Premier ministre est établie par l'article 51 de la Constitution du pays, qui prévoit que le gouverneur général nomme au poste de Premier ministre le membre de l'Assemblée « qui lui paraît susceptible d'obtenir le soutien de la majorité des représentants ».
L'article 51(6) de la Constitution dispose que le gouverneur général démette le Premier ministre de ses fonctions si l'Assemblée adopte une motion de censure, à moins que dans les trois jours le Premier ministre ne démissionne ou ne conseille au gouverneur général de convoquer des élections anticipées.

## Titulature
À sa création en 1960, la fonction porte le nom de Ministre en chef (Chief Minister). Il prend celui de Premier — couramment traduit par « Premier ministre » en français — en 1969 lorsque l'île obtient son autonomie, puis celui actuel de Premier Ministre (Prime Minister) lors de l'indépendance en 1979.

## Liste des titulaires

### Ministres en chef (1960-1969)
| No | Portrait        | Titulaire (Naissance-mort)  | Élection  | Mandat         | Mandat          | Mandat                    | Parti politique | Parti politique |
| No | Portrait        | Titulaire (Naissance-mort)  | Élection  | Début          | Fin             | Durée                     | Parti politique | Parti politique |
| -- | --------------- | --------------------------- | --------- | -------------- | --------------- | ------------------------- | --------------- | --------------- |
| 1  | Ebenezer Joshua | Ebenezer Joshua (1908-1991) | 1961 1966 | 9 janvier 1960 | 30 mai 1967     | 7 ans, 4 mois et 21 jours |                 | PPP             |
| 2  | Milton Cato     | Milton Cato (1915-1997)     | 1967      | 30 mai 1967    | 27 octobre 1969 | 2 ans, 4 mois et 27 jours |                 | SVLP            |

### Premiers ministres (1969-1979)
| No  | Portrait                  | Titulaire (Naissance-mort)            | Élection | Mandat          | Mandat          | Mandat                     | Parti politique | Parti politique |
| No  | Portrait                  | Titulaire (Naissance-mort)            | Élection | Début           | Fin             | Durée                      | Parti politique | Parti politique |
| --- | ------------------------- | ------------------------------------- | -------- | --------------- | --------------- | -------------------------- | --------------- | --------------- |
| 1   | Milton Cato               | Milton Cato (1915-1997)               | —        | 27 octobre 1969 | 13 avril 1972   | 2 ans, 5 mois et 17 jours  |                 | SVLP            |
| 2   | James Fitz-Allen Mitchell | James Fitz-Allen Mitchell (1931-2021) | 1972     | 14 avril 1972   | 8 décembre 1974 | 2 ans, 7 mois et 24 jours  |                 | Indépendant     |
| (1) | Milton Cato               | Milton Cato (1915-1997)               | 1972     | 8 décembre 1974 | 27 octobre 1979 | 4 ans, 10 mois et 19 jours |                 | SVLP            |

### Premiers ministres (depuis 1979)
| No | Portrait                  | Titulaire (Naissance-mort)            | Élection                 | Mandat          | Mandat          | Mandat                     | Parti politique | Parti politique |
| No | Portrait                  | Titulaire (Naissance-mort)            | Élection                 | Début           | Fin             | Durée                      | Parti politique | Parti politique |
| -- | ------------------------- | ------------------------------------- | ------------------------ | --------------- | --------------- | -------------------------- | --------------- | --------------- |
| 1  | Milton Cato               | Milton Cato (1915-1997)               | 1979                     | 27 octobre 1979 | 30 juillet 1984 | 4 ans, 9 mois et 3 jours   |                 | SVLP            |
| 2  | James Fitz-Allen Mitchell | James Fitz-Allen Mitchell (1931-2021) | 1984 1989 1994 1998      | 30 juillet 1984 | 27 octobre 2000 | 16 ans, 2 mois et 27 jours |                 | NDP             |
| 3  | Arnhim Eustace            | Arnhim Eustace (né en 1944)           | —                        | 27 octobre 2000 | 29 mars 2001    | 5 mois et 2 jours          |                 | NDP             |
| 4  | Ralph Gonsalves           | Ralph Gonsalves (né en 1946)          | 2001 2005 2010 2015 2020 | 29 mars 2001    | en fonction     | 24 ans et 16 jours         |                 | ULP             |